# Pianaravinerna
Pianaravinerna (franska: Les Calanques de Piana) är ett naturområde på nordvästra Korsikas kust som sedan år 1996 ingår i Unescovärldsarvet Portobukten tillsammans med 
Girolatabukten och Scandola naturreservat. 
Det ligger omkring 400 meter över havet och utgörs av eroderade rödaktiga granitklippor med ofta bisarra former. Den smala vägen mellan byn Porto och Piana och flera stigar går genom området. Landskapstypens franska namn Calanque kommer från det korsikanska calanca som betecknar kalkstensklippor som har eroderats av väder och havsvatten. Det finns ingen motsvarande beteckning på svenska.

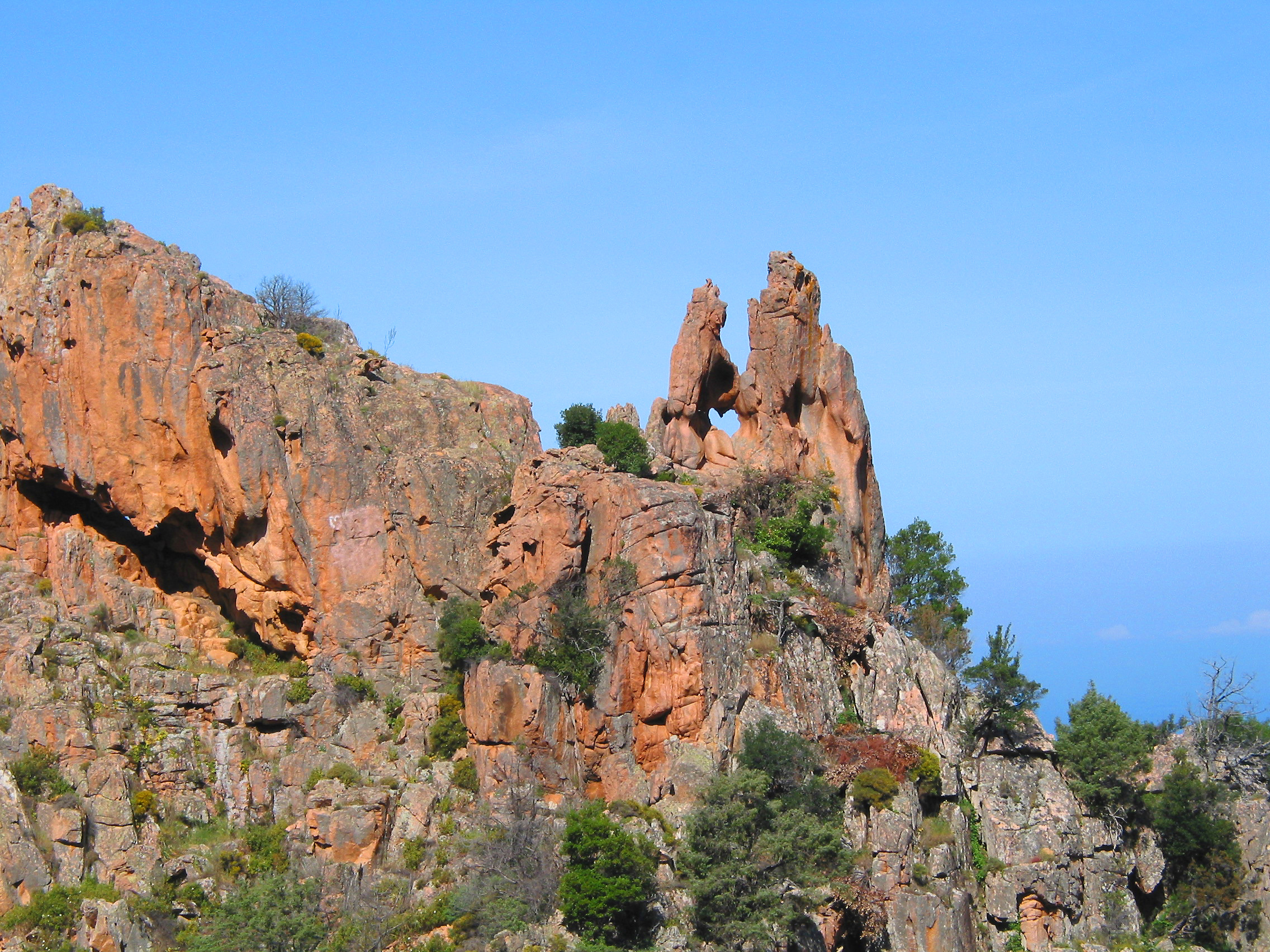
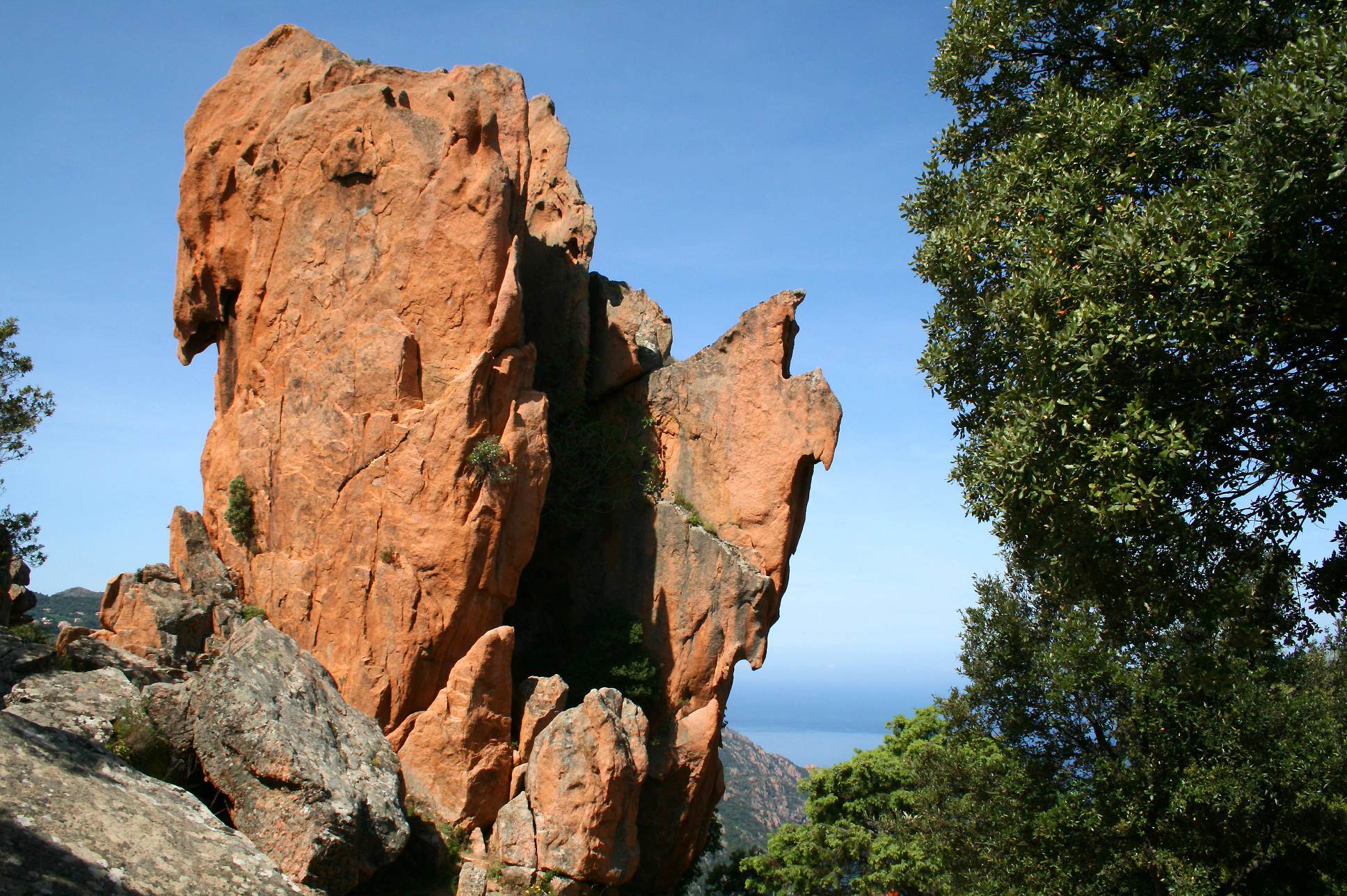